# تامی کوین
تامی کوین (انگلیسی: Tommy Coyne؛ زادهٔ ۱۴ نوامبر ۱۹۶۲) بازیکن سابق و مربی فوتبال اهل جمهوری ایرلند است.
از باشگاه‌هایی که در آن بازی کرده‌است می‌توان به باشگاه فوتبال مادرول، باشگاه فوتبال داندی، باشگاه فوتبال وستهام یونایتد، باشگاه فوتبال ترانمره راورز، باشگاه فوتبال فالکیرک، باشگاه فوتبال سلتیک، و باشگاه فوتبال داندی یونایتد اشاره کرد.
وی همچنین در تیم ملی فوتبال جمهوری ایرلند بازی کرده‌است.